# Hrvatsko društvo za neuroznanost
Hrvatsko društvo za neuroznanost (HDN) je hrvatska nevladina i nestranačka, znanstveno-stručna udruga članova koji su se udružili dobrovoljno, bez namjere stjecanja dobiti, radi zaštite i promicanja znanstvenih, nastavnih, strukovnih i drugih ciljeva i interesa. Društvo djeluje na području Republike Hrvatske unapređujući neuroznanost i srodna područja znanosti. Osnovano je prosinca 2000. godine. Od osnivanja 2000. godine do danas članstvo je naraslo na više od 200 osoba. Društvo godišnje održava svoje redovne skupštine. HDN suorganizira Tjedan mozga u Hrvatskoj zajedno s Hrvatskim institutom za istraživanje mozga (HIIM), Znanstveni centar izvrsnosti za temeljnu, kliničku i translacijsku neuroznanost Medicinskoga fakulteta Sveučilišta u Zagrebu. Redovni je suorganizator Hrvatskog kongresa neuroznanosti uz sveučilište domaćina kongresa, Razred za medicinu HAZU i Hrvatsko vijeće za mozak.
Član je Europske federacije društava za neuroznanost (FENS) i svjetske neuroznanstvene federacije (IBRO). HIIM je sjedište Hrvatskog društva za neuroznanost, jer je vrlo važan cilj HIIM-a informirati svekoliku javnosti i izvršne i zakonodavne vlasti o važnosti istraživanja mozga. Ciljevi HDN-a su unaprijediti znanje o osobnim i javnim dobrobitima neuroznanosti te diseminacija informacija o mozgu, u zdravlju i bolesti, u dostupnom i relevantnom obliku. HIIM i HDN sudjeluju u raznim aktivnostima europske Dana Alliance for the Brain (EDAB), FENS-a i IBRO-a.

## Vanjske poveznice
- HDN